# Ruapukea allanae
Ruapukea allanae är en snäckart som beskrevs av E.C. Smith 1962. Ruapukea allanae ingår i släktet Ruapukea och familjen Aclididae. Inga underarter finns listade i Catalogue of Life.